# 131. oklepni polk (Italija)
131. oklepni polk Centauro (izvirno italijansko 131º Reggimento di Bersaglieri) je oklepni polk (Kraljeve) Italijanske kopenske vojske.

## Zgodovina
Med drugo svetovno vojno je polk deloval na Siciliji.